# Juarez Távora
Juarez do Nascimento Fernandes Távora (Jaguaribemirim, 14 de enero de 1898 - Río de Janeiro, 18 de julio de 1975) fue un militar y político brasileño. 

## Biografía

### Primeros años: formación militar y participación política en el gobierno de Getúlio Vargas
Juarez Távora nació en una hacienda en el actual municipio de Jaguaribe, estado de Ceará. Estudió en la Escuela Militar de Realengo y se convirtió en aspirante en 1919. En julio de 1922, participó en el levantamiento armado contra el gobierno federal conocido como la Revuelta de los 18 del Fuerte de Copacabana, siendo apresado. Al año siguiente fue condenado a tres años de prisión y perdió su condición de militar.
En 1924 participó activamente del movimiento revolucionario paulista contra el presidente Arthur Bernardes llegando a buscar refuerzos en la región sur del país. En 1926 se integró a la Columna Prestes, siendo capturado en combate y liberado durante el gobierno de Washington Luís.

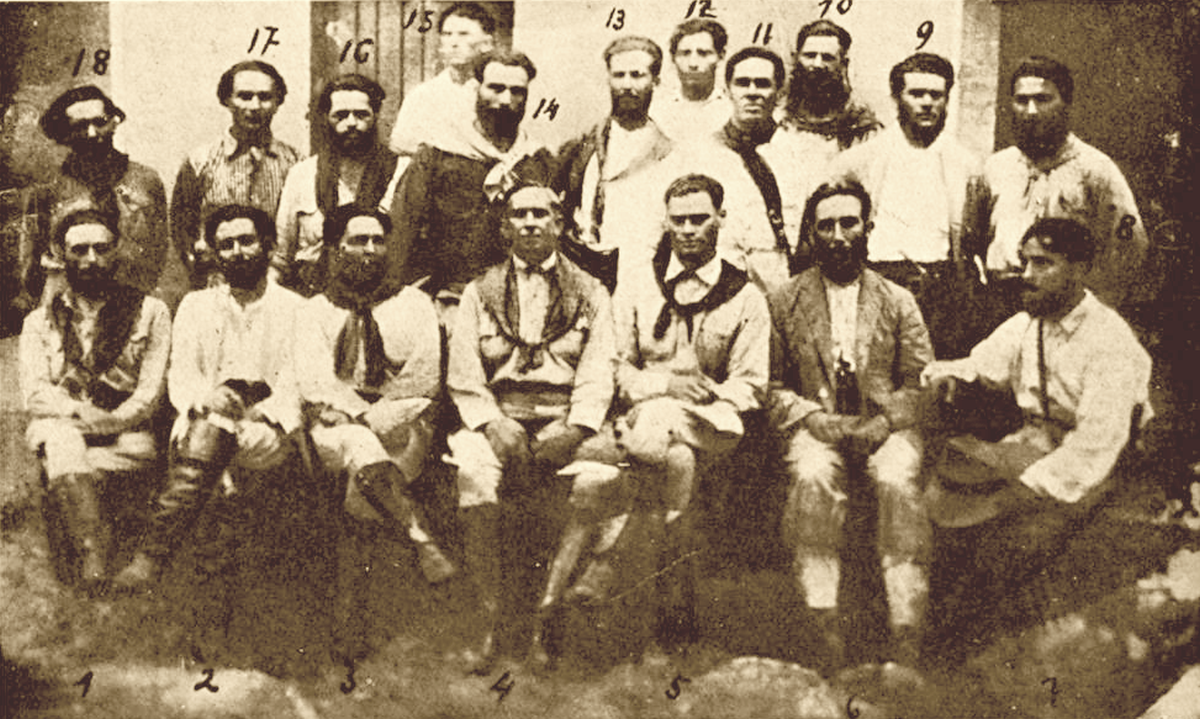
Los jefes de la Columna Miguel Costa-Prestes, Juarez es el tercero sentado desde la derecha numerado con el 5.

En las elecciones de 1930, llegó a ser elegido como diputado federal por Ceará pero no llegó a asumir el cargo en razón del estallido de la Revolución de 1930 que motivó la disolución del parlamento. Su retorno en 1930 sólo fue posible luego de un periodo de exilio en Argentina y luego de fuertes discusiones con Luís Carlos Prestes sobre el apoyo a Getúlio Vargas en las elecciones.
Al haber comandado a las fuerzas nordestinas y norteñas que apoyaron a Getúlio Vargas en 1930 y 1931, recibió el apodoe del "Virrey del Norte" por parte de la prensa. Juarez Távora comandaba, entonces, la delegación militar del Norte-Nordeste con la capacidad de interferir en las intervenciones estaduales. Por ello, a su propio pedido, el cargo fue desaparecido en diciembre de 1931.
Se casó el 14 de enero de 1931 en Río de Janeiro, con su prima Nair Belisário Távora. Al ser aliado de Vargas, participó de la represión a la Revolución Constitucionalista de 1932.

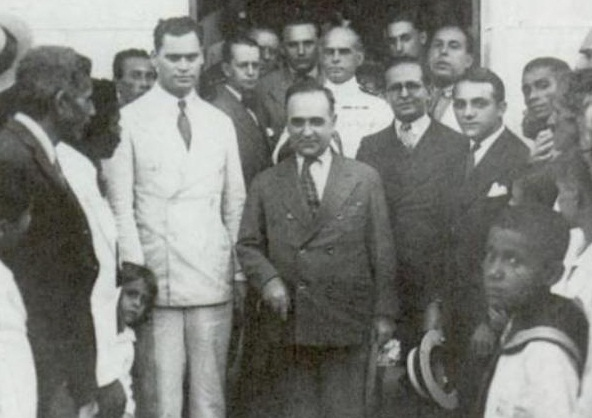
Juarez Távora, Getúlio Vargas y el entonces interventor de Bahía, Juracy Magalhães, un año luego de la victoria en la Revolución de 1930. Juarez y Juracy se alejarían de Getúlio después del Golpe de 1937.

Durante la Era Vargas, ocupó dos ministerios diferentes: el de Agricultura entre 1932 y 1934 y también el de Transportes en 1930. En la condición de ministro de Agricultura, Juarez Távora era también miembro automático de la asamblea constituyente que emitió la Constitución de 1934.
Luego de la promulgación de la nueva constitución, Tavora dejó el cargo y decidió retomar su carrera militar. Entre 1936 y 1938 realizó el curso en la Escuela del Estado Mayor del Ejército y, posteriormente, colaboró con la organización de la Fuerza Expedicionaria Brasileña (FEB).

### El retorno al escenario político y su candidatura presidencial
En 1945, con el final de la Segunda Guerra Mundial y el fin de la Era Vargas, Juarez Távora resolvió regresar al escenario político aunque con nuevas ideas y experiencias. Por no estar de acuerdo con la política desarrollada por Getúlio Vargas (especialmente durante el Estado Novo), Távora se afilió al principal partido de oposición en aquel momento: la Unión Democrática Nacional (UDN). Luego de alcanzar el grado de General del Ejército en 1946, pasó a participar en debates sensibles de la política brasileña como la cuestión del petróleo al defender la participación del capital extranjero en su exploración (entrando en colisión con militares y políticos nacionalistas). Fue también el principal líder de los que se oponían a la creación de Petrobras.
Fue comandante de la Escuela Superior de Guerra, entre el 11 de diciembre de 1952 y el 20 de agosto de 1954. En 1954, fue elegido vicepresidente del Clube Militar y se manifestó pidiendo la inmediata renuncia de Vargas. Por esas razones, es considerado uno de los líderes de la articulación política que terminó en el suicidio de Vargas. Durante el gobierno de Café Filho, Juarez Távora ocupó la jefatura del Gabinete Militar.
Al año siguiente fue candidato a la presidencia de la república por la UDN, perdiendo la elección frente a Juscelino Kubitschek. Luego de formar una coalición entre la UDN, el Partido Demócrata Cristiano (PDC), el Partido Libertador (PL) y el Partido Socialista Brasileiro (PSB), Juarez Távora consiguió realizar una campaña competitiva. Como la constitución de 1946 no exigía la realización de una segunda vuelta, Kubitschek fue elegido con sólo el 35% de los votos (una diferencia aproximada de 5%, toda vez que Juarez Távora alcanzó el 30%). En aquella elección también competía el gobernador de São Paulo, Ademar de Barros (PSP), y el líder integralista Plínio Salgado (PRP) que obtuvieron 25.77% y 8.28% de los votos, respectivamente.
A pesar de la fragmentación política en la elección de 1955, Juarez Távora consiguió vencer en la mayoría de los estados nordestinos (Ceará, Paraíba, Pernambuco, Alagoas y Sergipe) y recibió más votos que Kubitschek en el estado de São Paulo y el Distrito Federal (lugares donde Ademar de Barros venció), además de quedar en segundo lugar en otros estados. Es importante resaltar que esa fue la primera vez en la historia repúblicana brasileña en que la diferencia entre los dos primeros fue menor del 10% y que un presidente de la república fue elegido con menos del 40% de los votos. 
En 1962, fue elegido como diputado federal por el estado de Guanabara, con 33 361 votos, convirtiéndose en el quinto más votado del estado en aquella elección, formando parte de la 42° legislatura de la Cámara de Diputados entre 1963 y 1967. En la elección presidencial de 1964, quedó en segundo lugar con 3 votos, perdiendo frente a Castelo Branco (361 votos) y quedando adelante del expresidente Eurico Gaspar Dutra que sólo consiguió 2 votos.
Durante la Dictadura Militar, en el gobierno de Castelo Branco, volvió a ocupar la cartera de Vialidad y Obras Públicas entre 1964 y 1967.